# Alicia Machado
Yoseph Alicia Machado Fajardo, född 6 december 1976 i Maracay, är en venezuelansk-amerikansk skådespelerska och skönhetsdrottning som vann skönhetstävlingen Miss Universum 1996. 
I maj 2016 blev Machado amerikansk medborgare. Hon har flera gånger kritiserat presidentkandidaten Donald Trump, som då ägde tävlingen för att under hennes år som Miss Universum kallat henne "Miss Piggy" för att hon hade gått upp i vikt och "Miss Housekeeper" för hennes latinska bakgrund. Hon har sedan juni 2016 medverkat i Hillary Clintons kampanj för presidentvalet. Machado har medverkat i många latinamerikanska telenovelas och filmer som Amor sin maquillaje och Atrevete a Soñar.